# Красное Подгороднее
Красное Подгороднее — хутор в Яковлевском районе Белгородской области России.До 2018 входил в состав Казацкого сельского поселения.

## География
Село расположено на правобережье реки Ворсклы в 11 км по прямой к западу от районного центра, города Строителя, в 17 км по прямой к северо-западу от северо-западных окраин города Белгорода.

### Часовой пояс
Красное Подгороднее, как и вся Белгородская область, находится в часовой зоне МСК (московское время). Смещение применяемого времени относительно UTC составляет +3:00.

## Инфраструктура
Личное подсобное хозяйство.

## Население
| 2002 | 2010 | 2014 |
| ---- | ---- | ---- |
| 54   | ↘51  | ↘14  |